# Cahuachi
Cahuachi, au Pérou, est un important centre cérémoniel de la civilisation nazca et surplombe les géoglyphes de Nazca. L'archéologue italien Giuseppe Orefici fouille le site par le passé durant des décennies, apportant une équipe chaque année. Cahuachi contient plus de quarante hauts monticules avec des structures en adobe. Le site est également étudié par Helene Silverman, qui y consacre un ouvrage.
Les fouilles montrent que la population permanente était assez faible et éparse, d'où l'idée que Cahuachi était un centre de pèlerinage dont la population augmentait beaucoup lors des événements cérémoniels. Ces événements impliquaient probablement les lignes nazca et la dune géante de Nazca. Les lignes nazca elles-mêmes montrent des créatures telles que des singes et des épaulards qui n'étaient pas présentes dans la région confirment la théorie du pèlerinage. Bien sûr, le commerce ou le voyage peuvent expliquer ces représentations.
Le climat sec permet la conservation même de matières éphémères telles que les tissus. L'archéologue William Strong (en) y a d'ailleurs exhumé en 1952 un grand tissu dont la confection a nécessité plus d'un million de fils de coton et dont l'usage est inconnu.
Le pillage est le plus grand problème de ce site aujourd'hui. La plupart des emplacements d'enterrement environnant Cahuachi n'étaient pas connus jusqu'à récemment et ils peuvent constituer une cible très attrayante.

## Mise en valeur du site
Un autre problème du site reste sa mise en valeur, car bien qu'il soit assez connu dans la région, il reste relativement oublié à l'international bien qu'il s'agisse d'un site de grande importance pour cette culture.
Le musée Antonini permet de conserver et d'exposer les différentes découvertes faites grâce aux différentes campagnes de fouilles qui ont lieu sur le site depuis 1982, et notamment les nombreuses découvertes faites sous la direction de l'archéologue italien Giuseppe Orefici qui est chargé du projet Nazca depuis 1984, projet amorcé par la CISRAP (Centre Italien d’Etudes et Recherches Archéologiques Précolombiennes).
De nombreux vestiges de la civilisation Nazca qui témoignent des activités menées sur le site sont exposés au musée en compagnie d'autres vestiges liés à divers sites de la région.